# Uladzimir Tajnikaŭ
Uladzimir Ivanavitj Tajnikaŭ (belarusiska: Уладзімір Іванавіч Тайнікаў; ryska: Vladimir Tajnikov), född den 23 juni 1959 i byn Chudava, Vitryska SSR, Sovjetunionen (nu Belarus), är en sovjetisk kanotist.
Han tog bland annat VM-guld i K-2 1000 meter i samband med sprintvärldsmästerskapen i kanotsport 1978 i Belgrad.